# Erebia othello
Erebia othello är en fjärilsart som beskrevs av Richard William Fereday 1876. Erebia othello ingår i släktet Erebia och familjen praktfjärilar. Inga underarter finns listade i Catalogue of Life.